# Johannes Mwetupunga
Johannes Mwetupunga (ur. 2 lipca 1976) − namibijski bokser kategorii średniej.

## Kariera amatorska
W 2001 był mistrzem Namibii w kategorii średniej.
W 2006 był uczestnikiem igrzysk Wspólnoty Narodów w Melbourne, startując w kategorii półśredniej. Rywalizację zakończył na pierwszym pojedynku, w którym pokonał go Olufemi Ajayi.